# 카토리 싱고
카토리 싱고(일본어: 香取慎吾 가토리 신고[*])는 일본의 배우, 가수이며, 자니스 사무소 소속의 남성 아이돌 그룹 SMAP의 막내 멤버였다. 카나가와 현 요코하마시 출신이다.
애칭은 싱고군(慎吾くん) 또는 싱고짱(慎吾ちゃん), 또는 《천성신고》의 영향으로 왕자라고 불리기도 한다. "싱고마마", 《NIN×NIN닌자 핫토리군》에서 "핫토리군" 역할, 《서유기》에서의 손오공 등 친근하고 재미있는 배역이 많다. 팀 내의 이미지 컬러는 초록색이다.
2016년을 마지막으로 SMAP가 해산되며, 개인 활동을 거쳐 2017년 9월 8일에 이나가키 고로, 쿠사나기 츠요시 등과 자니스 사무소를 퇴소. 2017년 9월 23일에, 새로운 지도라는 공식 홈페이지를 공개하며, CULEN에서 활동할 것임을 공표했다.

## 약력
- 1987년, 쟈니즈 사무소에 입소. 입소 계기는 어머니가 사무실에 이력서를 보내게 되어 오디션을 보았다. 쟈니즈 사무소에 입소일 후에 같은 그룹이 된 기무라 타쿠야, 이나가키 고로와 동기이다.[1]
- 1988년 4월, 만 11세때 SMAP의 전신의 "스케이트 보이즈"에서 SMAP의 멤버로 선정되었다. 그때에도 멤버들 중에서 막내였다.
- 1995년 TBS 드라마 《미성년》으로 제7회 더 텔레비전 드라마 아카데미상 남우조연상을 수상했다. 1996년 4월, NTV 드라마 《투명 인간》 연속 드라마 첫 주연. 같은 해 10월에는 후지 TV 드라마 《도쿠》로 제11회 더 텔레비전 드라마 아카데미상 남우주연상을 수상했다.
- 1997년, 《홍콩대야총회 탓치&마키》를 통해 영화 첫 주연. 같은 해 4월에는, 《가토리 신고의 천성 싱고》 (후에 가토리 싱고의 특상! 천성 싱고)로 프로그램 이름을 변경)로 버라이어티 프로그램을 시작(2008년 9월 28일까지 11년간 방송되었다).
- 2000년, 후지 TV에서 방송하고 있던 프로그램 《사타☆스마(サタ☆スマ)》를 통해 인기 캐릭터로 탄생한, 신고 마마라는 이름으로 CD 싱글 〈신고마마의 오하록〉을 발매. 밀리언(100만장) 히트를 기록했다. 또한 신고마마의 "오 하 -(おっはー)"는 동년 일본 유행어 대상을 수상했다.[3].
- 2001년 10월, TV 아사히 정보·교양 버라이어티 프로그램 《스마스테이션(SmaSTATION!)》의 방송을 시작하고 사회를 맡았다.
- 2003년에는 15kg의 체중 감량에 성공하고, 자신의 다이어트 성공기를 담은 책 〈다이어트 신고(DIET SHINGO)〉(매거진 하우스 발매)가 베스트셀러가 되었다.
- 같은 해, 극작가 미타니 코키의 강력한 요청으로, NHK 대하 드라마 《신센구미!》(2004년 방송)의 주연으로 발탁되었다. "신센구미!"의 첫회 시청률은 26%, 연간 평균 시청률은 17%를 기록했다.
- 2005년부터 TV 아사히의 일본 축구 국가대표팀의 응원 단장으로 임명되었다.[4]
- 같은 해 8월에 방송 된 NTV 《24시간 TV 사랑은 지구를 구한다》에서 메인 퍼스낼러티(진행자)로 쿠사나기 츠요시와 함께 선정되었다. 24시간 TV의 자선 티셔츠 제작에 참여해, 역대 1위의 매출을 기록함과 동시에,[5] 평균 시청률 역대 1위를 기록했다.[6]
- 2006년 후지 TV 월 9 드라마 《서유기》에서 주인공 손오공을 연기해, 전화 시청률은 20%가 넘는 높은 시청률을 기록했다.
- 2007년 7월 14일 개봉된 드라마의 속편이자, 극장판 주연 영화 《서유기》가 일본에서 흥행수입 43.7억엔로 대히트를 기록했다. 같은 해 7월 28일 ~ 29일 방송의 《FNS27 시간 TV 모두 "동료"였다! 웃키 해피! 서유기!》에서 종합 사회를 맡았다.
- 2009년 가을, 뉴욕의 오프 브로드 웨이에서 뮤지컬 《토크 라이크 씽잉(TALK LIKE SINGING)》(극본 : 미타니 코키)에 출연. 일본의 오리지널 뮤지컬이 초연을 뉴욕에서 실시하는 것은 일본 연극계에서는 최초의 일이다.[7] 이듬해 2010년에는 일본 공연도 열렸다.
- 2016년 12월 31일 - SMAP 해산
- 2017년 9월 8일 - 이나가키 고로, 쿠사나기 츠요시 등과 자니스 사무소를 퇴소.
- 2017년 9월 23일 - 새로운 지도라는 공식 홈페이지를 공개하며, CULEN에서 활동할 것임을 공표했다.

## 수상 경력
- 1995년 제33회 갤럭시상 (TV 부분 장려상) - 《사쇼 타에코-최후의 사건-》
- 1995년 제7회 더 텔레비전 드라마 아카데미상 : 남우조연상 《미성년》
- 1996년 제11회 더 텔레비전 드라마 아카데상 : 남우주연상 《도쿠》
- 2000년 제17회 신어(新語)·일본 유행어 대상 : 대상 - "오 하 -(おっはー)"(《사타☆스마》 신고마마로써 수상)
- 2000년 제8회 하시다 스가코 : 하시다상 : 〈가토리 싱고 & 신고마마〉
- 2000년 제26회 더 텔레비전 드라마 아카데미상 : 남우조연상 《암호는 용기》
- 2001년 제29회 더 텔레비전 드라마 아카데미상 : 남우조연상 《러브 스토리》
- 2002년 제32회 더 텔레비전 드라마 아카데미상 : 남우주연상 《사람에게 상냥하게》
- 2005년 제43회 더 텔레비전 드라마 아카데미상 : 남우주연상 《신센구미!》

## 출연 작품
SMAP의 출연에 대해서는 SMAP#버라이어티 프로그램 문서를 참조하십시오.

#### 버라이어티 프로그램
굵은 글씨는 현재 출연 중인 방송임.
- 《모리타 카즈요시 아워 와랏떼 이이토모!》 (1994년 4월 - 2014년 3월, 후지 TV) - 월요일 고정패널 - 방송 종료
- 《와랏테 이이토모! 증간호》 (1994년 4월 - 2014년 3월, 후지 TV) - 방송 종료
- 《아! 대장찾기》(よ!大将みっけ) (1994년 10월 - 1995년 3월, 후지 TV) - 방송 종료
- 《가토리 싱고의 아시아 MIKATA》 (1996년 10월 - 1997년 3월, NTV) - 방송 종료
- 《가토리 싱고의 특상! 천성 싱고》 (1997년 4월 - 2008년 9월, NTV) - 방송 종료
- 《사타☆스마》 (1998년 10월 - 2002년 3월, 후지 TV) - 방송 종료
- 《소년 두뇌 가토리 1999》 (1999년 4월 - 10월, 후지 TV) - 방송 종료
- 《헤세이 일본의 새벽》 (1999년 10월 - 2001년 9월, 후지 TV) - 방송 종료
- 《우라sma!!》(裏Sma!!) (2001년 10월 - , TV 아사히)
- 《스마스테이션》(SmaSTATION!) (2001년 10월 - 2017년 9월 23일, TV 아사히) - 방송 종료
- 《오쟈먑》(おじゃマップ) (2012년 1월 - , 후지 TV)

### 정기 프로그램
- 《와랏테 이이토모! 봄·가을의 제전 스페셜》 (2001년 - 2009년 봄·가을, 후지 TV)
- 《밤 웃으면서 좋다고! 봄·가을 드라마 특대호》 (2010년 - 2011년 봄·가을, 후지 TV)

### 부정기 프로그램
- 《킨짱&가토리 신고의 전일본 가장대상》(欽ちゃん&香取慎吾の全日本仮装大賞) (NTV) - 1년에 2-3번 방송

### 단발 그로그램
- 《슈퍼 퀴즈 스페셜》 (1996년/1999년, NTV) - 각각 〈투명인간〉, 〈되살아 나는 킨로팀〉으로 출연.
- 《24시간TV-사랑은 지구를 구한다》(24時間テレビ 「愛は地球を救う」) (2005년 8월 27일 - 28일, NTV) - 쿠사나기 츠요시와 함께 진행.
- 《FNS27 시간 TV 모두 "동료"였다! 웃키 해피! 서유기!》(2007년 7월 28일 - 29일, 후지 TV)
- 체조 시간. "오공 체조" (2007년 7월 - 8월, 후지 TV)
- 《카토리싱고& 사카나군의 고교스페!》 (2008년 1월 6일, TBS)
- 《스카이트리의 매력 전부 보여드립니다》(スカイツリーの魅力 すべて見せます) (2012년 5월 12일, NHK종합) - 쿠사나기 츠요시와 진행.
- 《스포츠 크라이시스~ 카토리 싱고x진실의 선수들》(スポーツクライシス 〜香取慎吾×真実のアスリートたち〜) (2010년 12월 12일, 간사이 TV)

### 게스트 출연
- 《룩룩 곤니치와》(ルックルックこんにちは) (NTV)
- 《더 정보투어》(ザ!情報ツウ) (NTV)
- 《SAKAI FOR MEN》 (NTV)
- 《왕의 브런치》(王様のブランチ) (TBS)
- 《오샤레이즈무》(おしゃれイズム) (NTV)
- 《핏탄코 캉캉》(ぴったんこカン・カン) (TBS)
- 《메자마시 테레비》(めざましテレビ) (후지 TV)
- 《정보 프레젠터》(情報プレゼンター とくダネ!) (후지 TV)
- 《알아줘!》(わかってちょーだい!) (후지 TV)
- 《뇌 에스테틱 IQ사프리》(脳内エステ IQサプリ) (후지 TV)
- 《톤네루즈의 여러분 덕분입니다》(とんねるずのみなさんのおかげでした) (후지 TV)
- 《우리들의 음악》(僕らの音楽) (후지 TV)

외

### 텔레비전 드라마
역할의 굵은 글씨는 주연 작품임.
| 제목 원제                                                                                     | 방송년도       | 방송사    | 역할 이름                      | 비고                |
| --------------------------------------------------------------------------------------------- | -------------- | --------- | ------------------------------ | ------------------- |
| 위험한 소년 III あぶない少年III                                                               | 1988년         | TV 도쿄   | 가토리 신고 역(香取慎吾)       |                     |
| 시간됐어요. 헤이세이원년 時間ですよ平成元年                                                   | 1989년         | TBS       |                                |                     |
| 마돈나는 봄바람을 타고 マドンナは春風に乗って                                                 | 1990년         | NHK       |                                |                     |
| 자신 있음 腕におぼえあり                                                                      | 1992년         | NHK       |                                |                     |
| 자신 있음2~돌아온 경호원 腕におぼえあり2～帰ってきた用心棒                                    | 1992년         | NHK       |                                |                     |
| 부탁이야 데몬 お願いデーモン!                                                                 | 1993년         | 후지 TV   | 다카하시 슈헤이 역(高橋修平)   |                     |
| For You                                                                                       | 1995년         | 후지 TV   | 사와키 역(沢木宙)              |                     |
| 사쇼타에코 최후의사건 沙粧妙子-最後の事件-                                                    | 1995년         | 후지 TV   | 다니구치 고지 역(谷口光二)     |                     |
| 미성년 未成年                                                                                 | 1995년         | TBS       | 무로오카 진 역(室岡仁)         |                     |
| 요힌빙이야기 よひんびん物語１日３回食後に服用                                                 | 1995년         | NHK       |                                |                     |
| 투명인간 透明人間                                                                             | 1996년         | NTV       | 하세가와 한조 역(長谷川半蔵)   |                     |
| 맛의 달인2 味いちもんめⅡ                                                                      | 1996년         | TV 아사히 | ※게스트 출연                   |                     |
| 도쿠 ドク                                                                                     | 1996년         | 후지 TV   | 도쿠 역(ドク)                  |                     |
| 가장 소중한 사람 いちばん大切なひと                                                           | 1997년         | TBS       | 오오사와 코헤이 역(大沢紘平)   |                     |
| 기묘한 이야기- 사무라이화되는 남자 世にも奇妙な物語 - サムライ化する男                        | 1998년         | 후지 TV   | 사카모토 역(坂本)              |                     |
| 사랑은 서두르지말고 恋はあせらず                                                              | 1998년         | 후지 TV   | 하세베 료 역(長谷部涼)         |                     |
| 후루하타 닌자부로 vs SMAP 古畑任三郎vsSMAP                                                    | 1999년         | 후지 TV   | 본인 역                        |                     |
| 되살아나는 킨로 蘇える金狼                                                                    | 1999년         | NTV       | 아사쿠라 테츠야 역(朝倉哲也)   |                     |
| 암호는 용기 合い言葉は勇気                                                                    | 2000년         | 후지 TV   | 오오야마 타다시 역(大山忠志)   |                     |
| 신고마마 드라마스페셜-'오하'는 세계를 구한다 慎吾ママドラマスペシャル「おっはー」は世界を救う | 2000년         | 후지 TV   | 신고마마 역(慎吾ママ)          |                     |
| 기묘한 이야기 :SMAP의 특별편 - 엑스트라 世にも奇妙な物語 SMAPの特別編 - エキストラ            | 2001년         | 후지 TV   | 타다노 이치로 역(只野一郎)     |                     |
| 스타의 사랑 (スタアの恋                                                                       | 2001년         | 후지 TV   | 코다 이오리 역(幸田伊織)       | ※제11화 게스트 출연 |
| 러브 스토리 Love Story                                                                        | 2001년         | TBS       | 나베토모 교지 역(鍋友恭二)     |                     |
| 사람에게 상냥하게 人にやさしく                                                                | 2002년         | 후지 TV   | 마에다 젠 역(前田前)           |                     |
| 파랑을 사랑해!~축구 통과 4명의 미녀의 이야기 (青に恋して! 〜サッカー通と4人の美女の物語〜     | 2002년         | 후지 TV   | 주연                           | 한일월드컵 개최기념 |
| HR                                                                                            | 2002년～2003년 | 후지 TV   | 도도로기 신고 역(轟慎吾)       |                     |
| 대하드라마 "신센구미!" (新選組!                                                               | 2004년         | NHK       | 곤도 이사미 역(近藤勇)         |                     |
| 서유기 西遊記                                                                                 | 2006년         | 후지 TV   | 손오공 역(孫悟空)              |                     |
| 갈릴레오 ガリレオ                                                                             | 2007년         | 후지 TV   | 타가미 소이치 역(田上昇一)     | ※제4화 게스트 출연  |
| 장미가 없는 꽃집 薔薇のない花屋                                                               | 2008년         | 후지 TV   | 시오미 에이지 역(汐見英治)     |                     |
| 쿠로베의 태양 黒部の太陽                                                                      | 2009년         | 후지 TV   | 쿠라마츠 히토시 역(倉松仁志)   |                     |
| 미스터 브레인 MR.BRAIN                                                                        | 2009년         | TBS       |                                | ※제8화 게스트 출연  |
| 여기는 카츠시카구 카메아리 공원앞 파출소 こちら葛飾区亀有公園前派出所                         | 2009년         | TBS       | 료우츠 칸키치 역(両津勘吉)     |                     |
| 행복해지자 幸せになろうよ                                                                     | 2011년         | 후지 TV   | 다카쿠라 준페이 역(高倉純平    |                     |
| 미남이시네요 美男ですね                                                                       | 2011년         | TBS       |                                | ※제6화 게스트 출연  |
| 몬스터스 MONSTERS                                                                             | 2012년         | TBS       | 히라츠카 헤이하치 역(平塚平八) |                     |
| 희미한 그녀 幽かな彼女                                                                        | 2013년         | 후지 TV계 | 카미야마 아키라 역(神山 暁)    |                     |
| 스모킹 건 ~결정적 증거~ SMOKING GUN〜決定的証拠〜                                             | 2014년         | 후지 TV   | 나가레타 에니시 역(流田縁)     |                     |
| 일천조엔의 몸값 一千兆円の身代金                                                              | 2015년         | 후지TV    | 나오토 역                      | ※단편               |

### 영화
| 제목 | 개봉년도 | 역할 이름                      | 감독              | 배급        | 비고                |
| --- | -------- | ------------------------------ | ----------------- | ----------- | ------------------- |
| 슛! シュート! | 1994년   | 히라마츠 카즈히로 역(平松和広) | 오오모리 카즈키   | 쇼치쿠      | SMAP 전원 출연·주연 |
| 홍콩대야총회 탓치&마키 香港大夜総会・タッチ&マギー                                                                                       | 1997년   | 주연                           |                   |             |                     |
| 쥬브나일 ジュブナイル | 2000년   | 칸자키 소이치로 역(神崎宗一郎) | 야마자키 다카시   | 토호        |                     |
| 모두의 집 みんなのいえ | 2001년   |                                | 미타니 코키       | 토호        | 카메오 출연         |
| NIN×NIN 닌자 핫토리군 THE MOVIE NIN×NIN 忍者ハットリくん THE MOVIE                                                                       | 2004년   | 핫토리군 역(服部カンゾウ)      | 스즈키 마사유키   | 토호        |                     |
| 더 우쵸우텐 호텔 THE 有頂天ホテル | 2006년   | 타다노 켄지 역(只野憲二)       | 미타니 코키       | 토호        |                     |
| 극장판 서유기 西遊記 | 2007년   | 손오공 역(孫悟空)              | 사와다 켄사쿠     | 토호        |                     |
| 스키야키 웨스턴 디장고 スキヤキ・ウエスタン ジャンゴ                                                                                     | 2007년   | 리치 역(リッチ)                | 미이케 다카시     | 소니 픽처스 | ※카메오 출연        |
| 더 매직 아워 ザ・マジックアワー | 2008년   | 타다노 켄지 역(只野憲二)       | 미타니 코키       | 토호        | ※카메오 출연        |
| 자토이치 더 라스트 座頭市 THE LAST | 2010년   | 자토이치 역(座頭市)            | 사카모토 준지     | 토호        |                     |
| 여기는 카츠시카구 카메아리 공원앞 파출소 더 무비: 카치도키 다리를 봉쇄하라! こちら葛飾区亀有公園前派出所 THE MOVIE 〜勝鬨橋を封鎖せよ!〜 | 2011년   | 료우츠 칸키치 역(両津勘吉)     | 카와무라 타이스케 | 토호        |                     |
| 러브 마사오군이 간다! LOVE まさお君が行く!                                                                                               | 2012년   | 마츠모토 히데키 역(松本秀樹)   | 오오타니 켄타로   | 토호        |                     |
| 춤추는 대수사선 THE FINAL | 2012년   | 쿠제 토노모리 역(久瀬智則)     | 모토히로 카츠유키 | 토호        | 특별 출연           |
| 인류자금 人類資金 | 2013년   | M 역                           | 사카모토 준지     | 쇼치쿠      |                     |
| 갤럭시 가도 ギャラクシー街道 Galaxy Turnpike                                                                                             | 2015년   | 노아 역                        | 미타니 코키       |             |                     |

## 성우(더빙)
| 극장판 애니메이션                                                          | 극장판 애니메이션                         | 극장판 애니메이션 | 극장판 애니메이션                | 극장판 애니메이션 |
| 제목 원제                                                                  | 역할                                      | 개봉년도          | 배급                             | 참고              |
| -------------------------------------------------------------------------- | ----------------------------------------- | ----------------- | -------------------------------- | ----------------- |
| 샤크 테일 (シャーク・テイル                                                | 오스카 역(オスカー)                       | 2005년            | 드림윅스/아스믹 에이스 수입/배급 |                   |
| 스트링스 (ストリングス～愛と絆の旅路                                       | 치르 역(ガラク)                           | 2007년            | Vii Pillars                      |                   |
| 프렌즈 : 몬스터 섬의 비밀 3D friends もののけ島のナキ                      | 빨강 도깨비 나키 역(赤おに ナキ)          | 2011년            | 토호                             |                   |
| 텔레비전 애니메이션                                                        |                                           |                   |                                  |                   |
| 제목 원제                                                                  | 역할                                      | 방송년도          | 방송사                           | 참고              |
| 빨강망또 차차 赤ずきんチャチャ                                             | 리야 역 (リーヤ)                          | 1994-1995년       | TV 도쿄                          |                   |
| 사무라이 피릿츠 サムライスピリッツ                                         | 하오마루 역(覇王丸)                       | 1994년            | 후지 TV                          |                   |
| 여기는 가쓰시카 구, 가메유 공원앞 파출소><br /こちら葛飾区亀有公園前派出所 | 신고마마 (慎吾ママ)                       | 2000년            | 후지 TV                          |                   |
| 우주소년 아톰 ASTRO BOY 鉄腕アトム                                         | 페인트 바르는 로봇 역(ペンキ塗りロボット) | 2003년            | 후지 TV                          |                   |
| 치비 마루코짱 ちびまる子ちゃん-FNS27시간TV                                 | 신고 (しんご), 겐고 (けんご)              | 2007년            | 후지 TV                          |                   |

## 무대(연극)
- 《괴담·피로 가득찬 방》 (1994년, 파르코 극장)
- 《TALK LIKE SINGING》 (뉴욕 공연: 2009년 11월 13일 - 22일, 도쿄 공연: 2010년 1월 23일 - 3월 7일)

### 라디오
- 오하요 SMAP(おはようSMAP) (FM도쿄 이외 JFN계열 방송국)
- STOP THE SMAP (분카 방송)
- SMAP POWER SPLASH (베이FM)

### 광고(CM) 출연
개인 CM
- OMRON 〈KARADA SCAN〉
- 가정교사의 트라이
- 기린 음료 〈격류(激流)〉
- 산토리 음료 〈BOSS 커피〉
- 샤프 AQUOS - 요시나가 사유리와 공연
- 일본 IBM Aptiva, ThinkPad (1995년 - 2001년)
- JAL 일본항공
  - JAL오공(일본어: JAL悟空)
- 사쿠라 크레파스 쿠피 펜슬 & 볼 사인 (1995년)
- 산토리 음료 〈쿵후〉 (1996년)
- 롯데 〈무설탕 껌〉 (1996-1997년)
- 가네보 화장품
- 〈NUDY〉 외 (1996년 - 2004년)
- 〈my-B〉 (2000년)
- 기분 식품 〈명란젓 감자맛〉
- 로토 제약 〈도리스탄〉 (1997년 - 2000년)
- 기린 맥주 〈이찌방시보리〉 (2000년)
- 아지노모토
  - 〈퓨어셀렉트〉 & 〈퓨어셀렉트 사라리아〉(ピュアセレクト＆ピュアセレクト　サラリア)
  - 〈아지노모토 냉동식품〉
  - 〈아지노모토 선물세트(AJINOMOTO GIFT)〉
  - 〈건강 사라라〉(健康サララ)
- AQUOS(샴푸)
- 미쓰비시 자동차
  - 〈RVR〉
  - 〈미니카〉
  - 〈톳포 BJ〉(トッポBJ)
- 메이지 제과 메이지 초콜렛
- JACCS 카드 (2001년)
- 아사히 맥주 〈본성 드래프트〉 (발포주)
  - 공지편 (2007년 2월 16일 - )
  - 등장편 (2007년 2월 20일 - )
  - 전개편 (2007년 4월 20일 - )
- 오쓰카제약 〈포카리 스웨트〉
  - Rope편 (2007년 3월 - )

ECC ECC 주니어 (2008년 -)
- 돌 푸드 컴퍼니 (2008년 4월 - ) 인형으로 출연.
- 다이하츠 자동차 TANTO Exe (2009년)
- 미즈호 은행 미니로토 로또 6 (2010년 - )
- 일본 켄터키 프라이드 치킨(KFC) 피자 헛 (2011년 - )
- 히사미츠 제약 훼이타스 (2012년 - )
- 산토리 맥주 더 프리미엄 몰츠 (2012년 - )

## CD 솔로·유닛 작품
그 외 솔로곡도 포함.
- 〈일요일 아니키의 역〉(日曜日のアニキの役) (1993년 7월 7일)
- 〈여름이 온다〉(夏が来る) (1996년 8월 12일)
- 〈이 몸은 크레이지 맨〉(俺様クレージーマン) (1997년 8월 6일)
- 〈모두 착한아이〉/가토리 신고&하라 유코 명의(みんないい子/香取慎吾&原由子) (1997년 10월 29일)
- 〈신고마마의 오하록〉/신고마마 명의(慎吾ママのおはロック／慎吾ママ) (2000년 8월 18일)
- 〈신고마마의 학원천국-교문편〉/신고마마 명의(慎吾ママの学園天国－校門篇－／慎吾ママ) (2001년 8월 22일)
- 〈It Can't Be〉(2002년 7월 24일)
- 〈힘내라 왕자〉(がんばれ王子) (2003년 6월 25일)
- 〈HATTORI3〉／핫토리군 명의(ハットリくん) (2004년 8월 25일)
- 〈Shigusa〉 (2005년 7월 27일)
- 〈Everybody〉 (2006년 7월 26일)
- 〈Here Is Your Hit〉 (2008년 9월 24일)
- 〈여기는 카츠시카구 카메아리 공원앞 파출소〉 (2009년 8월 5일) - 료상 명의
- 〈No Way Out〉 (2010년 7월 21일)
- 〈MONSTERS〉/GIFT OF SMAP (2012년 8월 8일 수록)
  - 가토리 신고&야마시타 토모히사(香取慎吾&山下智久) - TBS 드라마 《몬스터스 (TBS)》 주제가 (2012년 11월 14일)로써 싱글화함.[8]

## 저서
- 신고의 장난(しんごのいたずら) - 와니북스 (1998년)
- DIET SHINGO - 매거진 하우스 (2003년)
- SNAP NO SHINGO - 고분샤 (2006년 10월 13일)
- 옷바보사복책(服バカ至福本) - 슈에이샤 (2014년 1월 31일)